# Júlio Romão
Júlio Rodrigues Romão (Belford Roxo, 29 marzo 1998) è un calciatore brasiliano, centrocampista del Ferencváros.

## Caratteristiche tecniche
È un centrocampista difensivo.

## Carriera
Cresce nei settori giovanili di Goiás, Athl. Paranaense e Ponte Preta. Il 18 agosto 2020 si trasferisce in Portogallo firmando con il Santa Clara, con fa il suo esordio fra i professionisti giocando l'incontro di Primeira Liga vinto 1-0 contro il Braga.

## Statistiche
Statistiche aggiornate al 28 novembre 2020.

### Presenze e reti nei club
| Stagione           | Squadra            | Campionato         | Campionato | Campionato | Coppe nazionali | Coppe nazionali | Coppe nazionali | Coppe continentali | Coppe continentali | Coppe continentali | Altre coppe | Altre coppe | Altre coppe | Totale | Totale | Totale |
| Stagione           | Squadra            | Comp               | Pres       | Reti       | Comp            | Pres            | Reti            | Comp               | Pres               | Reti               | Comp        | Pres        | Reti        | Pres   | Reti   |        |
| ------------------ | ------------------ | ------------------ | ---------- | ---------- | --------------- | --------------- | --------------- | ------------------ | ------------------ | ------------------ | ----------- | ----------- | ----------- | ------ | ------ | ------ |
| 2020-2021          | Santa Clara        | PL                 | 5          | 0          | CP              | 1               | 0               |                    | -                  | -                  |             | -           | -           | 6      | 0      |        |
| 2021-2022          | Santa Clara        | PL                 | 15         | 0          | CP+CdL          | 2+3             | 0               | UECL               | 1                  | 0                  |             | -           | -           | 21     | 0      |        |
| Totale Santa Clara | Totale Santa Clara | Totale Santa Clara | 20         | 0          |                 | 6               | 0               |                    | 1                  | 0                  |             | -           | -           | 27     | 0      |        |
| 2022-2023          | Qarabağ            | PL                 | 30         | 1          | CA              | 1               | 0               | UCL+UEL+UECL       | 2+6+2              | 0                  |             | -           | -           | 41     | 1      |        |
| 2023-2024          | Qarabağ            | PL                 | 30         | 1          | CA              | 5               | 0               | UCL+UEL            | 4+12               | 0                  |             | -           | -           | 51     | 1      |        |
| 2024-2025          | Qarabağ            | PL                 | 8          | 0          | CA              | 0               | 0               | UCL+UEL            | 6+3                | 0                  |             | -           | -           | 17     | 0      |        |
| Totale Qarabağ     | Totale Qarabağ     | Totale Qarabağ     | 68         | 2          |                 | 6               | 0               |                    | 35                 | 0                  |             | -           | -           | 109    | 2      |        |
| Totale carriera    | Totale carriera    | Totale carriera    | 88         | 2          |                 | 12              | 0               |                    | 36                 | 0                  |             | -           | -           | 136    | 2      |        |

## Palmarès

### Club

#### Competizioni nazionali
- Campionato azero: 2

Qarabağ: 2022-2023, 2023-2024
- Coppa d'Azerbaigian: 1

Qarabağ: 2023-2024
- Campionato ungherese: 1

Ferencvaros: 2024-2025